# Dewar-Nunatak
Der Dewar-Nunatak ist ein 520 m hoher und größtenteils verschneiter Nunatak an der Ostküste der westantarktischen Adelaide-Insel. Er ragt inmitten des Shambles Glacier auf.
Das UK Antarctic Place-Names Committee benannte ihn 1963 nach Graham James Alexander Dewar (* 1938), Geologe des British Antarctic Survey auf der Adelaide-Station von 1961 bis 1963.